# Lamine Kanté
Pour les articles homonymes, voir Kanté.
Lamine Kanté, né le 11 février 1987 à Courbevoie, dans les Hauts-de-Seine, est un joueur français de basket-ball. Il évolue au poste d'ailier.

## Biographie
Natif de Courbevoie (Hauts-de-Seine), formé au Mans et à Chalon-sur-Saône, Lamine Kante est sélectionné en Équipe de France des 18 ans et moins et participe au championnat d'Europe 2005 (classé 6e).
Il commence sa carrière professionnelle lors de la saison 2007-2008 avec l'Union Poitiers Basket 86 où il reste trois ans et participe au titre de « Champion de France de Pro B » en 2008-2009. Ayant un temps de jeu moindre en Pro A la saison suivante, il rejoint la Pro B avec le Stade olympique maritime boulonnais en 2010 puis le club de l'AS Denain Voltaire en 2011 pour regagner des minutes.
Ses prestations et statistiques en hausse lui valent d'être rappelé par le Poitiers Basket 86 en Pro A en 2012, mais il ne peut éviter la relégation du club.
Il signe pour deux saisons avec le Cholet Basket en 2013. Le 2 avril 2014, il est remercié par le club de Cholet.
Le 1er août 2014, il s'engage avec le Limoges CSP, champion de France en titre. Lors du mois de décembre de la même année, le club annonce qu'il ne fait plus parte de l'effectif. En janvier 2015, il signe alors un nouveau retour au Poitiers Basket 86, club où il a déjà évolué trois fois. Il dispute 20 rencontres avec Poitiers et tourne à 9,9 points par match.
Le 20 juillet 2015, il s'engage avec l'AS Monaco Basket.
Désireux de retrouver du temps de jeu, il s'engage pour la saison 2016-2017 à l'échelon inférieur à l'ALM Évreux Basket.
Ayant débuté la saison 2017-2018 comme pigiste médical d'Olivier Yao-Delon puis de Cheick Soumaoro à Saint-Quentin en NM1, il retrouve finalement la Pro B en février 2018 en signant à l'Hermine de Nantes.
Le 28 août 2018, il revient à Saint-Quentin en Nationale 1 pour la saison 2018/2019.

## Clubs successifs
- 2007-2010 :  Poitiers Basket 86 (Pro B) puis (Pro A)
- 2010-2011 :  SOMB Boulogne-sur-Mer (Pro B)
- 2011-2012 :  AS Denain Voltaire (Pro B)
- 2012-2013 :  Poitiers Basket 86 (Pro A)
- 2013-2014 : 
  -  Cholet Basket (Pro A)
  -  Poitiers Basket 86 (Pro B)
- 2014-2015 :
  -  Limoges CSP (Pro A)
  -  Poitiers Basket 86 (Pro B)
- 2015-2016 :  AS Monaco Basket (Pro A)
- 2016-2017 :  ALM Évreux Basket (Pro B)
- 2017-2018 : 
  -  Saint-Quentin BB (NM1)
  -  Hermine de Nantes (Pro B)
- 2018-2020 :  Saint-Quentin BB (NM1 puis Pro B)
- 2020 :  Stade rochelais Rupella (NM1) 4 matchs
- Depuis 2020 :  GET Vosges (NM1)

## Palmarès
- Leaders Cup : 2016
- Champion de France Pro B : 2009